# Lista de presidentes de Ruanda
Esta é a lista de presidentes de Ruanda desde a criação do cargo em 1961 (durante a Revolução Ruandesa), até os dias atuais. 
O presidente de Ruanda é o chefe de Estado e do Poder Executivo da República de Ruanda. O presidente é eleito a cada sete anos por voto popular, e nomeia o primeiro-ministro e o resto do gabinete. 
Ao todo, 4 pessoas serviram no escritório. O presidente atual é Paul Kagame, que assumiu em 24 de março de 2000. 

## Lista de presidentes da Ruanda (1961-presente)
| №                                         | Retrato             | Nome                                                    | Mandato               | Mandato                       | Etnia               | Partido             | Eleição             |
| República de Ruanda                       | República de Ruanda | República de Ruanda                                     | República de Ruanda   | República de Ruanda           | República de Ruanda | República de Ruanda | República de Ruanda |
| ----------------------------------------- | ------------------- | ------------------------------------------------------- | --------------------- | ----------------------------- | ------------------- | ------------------- | ------------------- |
| -                                         |                     | Dominique Mbonyumutwa (Interino) (1921-1986)            | 28 de janeiro de 1961 | 26 de outubro de 1961         | Hútu                | Parmehutu           | —                   |
| 1                                         |                     | Grégoire Kayibanda (1924-1976)                          | 26 de outubro de 1961 | 1 de julho de 1962            | Hútu                | Parmehutu           | 1961                |
| República de Ruanda (Estado Independente) |                     |                                                         |                       |                               |                     |                     |                     |
| (1)                                       |                     | Grégoire Kayibanda (1924-1976)                          | 1 de julho de 1962    | 5 de julho de 1973 (Deposto)  | Hútu                | Parmehutu           | 1965 1969           |
| 2                                         |                     | Juvénal Habyarimana (1937-1994)                         | 5 de julho de 1973    | 6 de abril de 1994 (Deposto)  | Hútu                | Militar/MNRD        | 1978 1983 1989      |
| -                                         |                     | Théodore Sindikubwabo (Presidente Interino) (1928-1998) | 6 de abril de 1994    | 19 de julho de 1994 (Deposto) | Hútu                | MNRD                | —                   |
| 3                                         |                     | Pasteur Bizimungu (n.1950)                              | 19 de julho de 1994   | 23 de março de 2000 (Deposto) | Hútu                | FPR                 | —                   |
| 4                                         |                     | Paul Kagame (n.1957)                                    | 24 de março de 2000   | Presente                      | Tútsi               | FPR                 | 2003 2010 2017      |